# Cratere Zi Wei
Zi Wei è un piccolo cratere lunare di 0,42 km situato nella parte nord-occidentale della faccia visibile della Luna.